# Ureaseinhibitoren
Ureaseinhibitoren sind chemische Verbindungen, die die Aktivität des Enzyms Urease reduzieren oder ganz verhindern. Es handelt sich chemisch um Phosphorsäurediamide, Phosphazene und Thiole, sowie um Derivate der Hydroxamsäure und des Harnstoffs. Die Anwendungsgebiete sind in der Landwirtschaft, der Medizin und der Grundlagenforschung an dem Mechanismus der Inhibition.
Auch Schwermetallionen (am meisten Silber, Quecksilber, Kupfer) und Kaliumazid hemmen die Urease, können jedoch aufgrund ihrer Toxizität nicht eingesetzt werden. Die Anwendung von Ammoniumthiosulfat scheitert an der Abhängigkeit von Bodeneigenschaften, was das Ergebnis unsicher macht.

## Beispiele
- Phenylphosphorsäurediamid (PPD)
- N-Butylthiophosphorsäuretriamid (NBTPT)
- Monophenoxyphosphazen
- β-Mercaptoethanol
- Acetohydroxamsäure (AHA)
- Thioharnstoff
- Hydroxyharnstoff[1]

## Anwendungsgebiete

### Stickstoffverlust nach Düngerausbringung
Harnstoff ist weltweit der am häufigsten eingesetzte Stickstoffdünger. Bei Bodenkontakt zersetzt er sich innerhalb der Bodenlösung durch das ubiquitäre Enzym Urease vollständig zu Ammonium und Ammoniak sowie Hydrogencarbonat. Da Urease zu den am schnellsten umsetzenden Enzymen gehört, erfolgt der komplette Harnstoffabbau nach einer Düngung innerhalb nur weniger Stunden bis maximal Tage. Aufgrund der umsatzbedingten Förderung der Ammoniakbildung gehen mit einer Harnstoffdüngung, im Gegensatz zu anderen Mineraldüngerformen (bspw. Kalkammonsalpeter, Ammoniumsulfat), erhöhte Stickstoffverluste in Form von Ammoniak einher. Nach aktuellen Zahlen des European Emission Inventory Guidebook wird von einem mittleren Ammoniak-N-Verlust von 13 bis 17 % bei Applikation eines reinen Harnstoffdüngers ausgegangen. Neuere Untersuchungen weisen jedoch darauf hin, dass der Ammoniak-Verlust nach einer Harnstoffdüngung unter Praxisbedingungen aufgrund von Witterungseinflüssen (geringe Temperatur, Niederschläge) sowie regional differenzierten Bodeneigenschaften sehr wahrscheinlich geringer ist.
Durch den Einsatz von Ureaseinhibitoren, welche den sonst raschen Harnstoffabbau für etwa 1 bis 2 Wochen verzögern, kann der mit Harnstoff assoziierte Ammoniak-Verlust um bis zu 90 % reduziert werden. Zusätzlich wird das Eindringen von Harnstoff in den Boden verbessert und damit die Stickstoffverfügbarkeit für die Pflanze weiter erhöht. In Abhängigkeit der jeweiligen Standortbedingungen (allg. Ertragsniveau, Witterung, Boden) sowie der verwendeten Dünungstechnologie und -terminierung ermöglicht der Einsatz von Ureaseinhibitoren somit eine Steigerung von Ertrag und N-Effizienz.
Darüber hinaus werden Ureaseinhibitoren oft mit Nitrifikationsinhibitoren kombiniert, um durch die zusätzliche Minderung von Lachgas- und Nitrat-Verlusten Ertrag und N-Effizienz weiter zu optimieren. Zeitgleich sollen auf diese Weise positive Effekte hinsichtlich Pflanzenwachstum und -gesundheit erzielt werden. Unter langanhaltenden Ammoniak-Verlustbedingungen kann eine Doppelanwendung von Urease- und Nitrifikationsinhibitoren den Ammoniakminderungseffekt im Vergleich zu einer Einzelanwendung eines Ureaseinhibitors jedoch auch abschwächen.
Bei unsachgemäßer Anwendung können Ureaseinhibitoren zu Blatt-Nekrosen führen, welche auf die vorübergehende Akkumulation von Harnstoff in den Blattspitzen zurückzuführen sind.

### Stickstoffverlust in gelagertem Dünger
Bereits bei der Lagerung von Festmist und Gülle treten Stickstoffverluste durch Ureaseaktivität auf. Hier werden Ureasehemmer wie PPDA und NBTPT zugesetzt, um eine langfristige Lagerfähigkeit zu erreichen.

### Ammoniakemission aus Stallmist
Ammoniak ist auf mehrere Arten umweltschädlich und es existieren Vereinbarungen über Emissionsgrenzwerte. Da etwa 80 Prozent der Ammoniakemissionen (basierend auf Zahlen in Deutschland aus dem Jahr 2005) aus der landwirtschaftlichen Tierhaltung stammen, ergibt sich eine Einsatzmöglichkeit für Ureasehemmer. Diese ist deshalb erfolgversprechender als bei der Düngung, weil die Bedingungen im Stall besser kontrolliert werden können. Eine Reduktion der Emissionen von 50 Prozent konnte bereits in Versuchen erreicht werden.

### Pathologische ureasepositive Keime
Ureasehemmer werden medizinisch bei der Bekämpfung von Keimen eingesetzt, die Harnstoff verstoffwechseln: Helicobacter pylori im Magen sowie Proteus, Klebsiella und andere in den Harnwegen. In beiden Fällen ist die Ammoniakausscheidung für das Überleben des Bakteriums notwendig, und die Inhibition der Urease wäre das Mittel der Wahl, neben der generellen Anwendung von Antibiotika. Von den zwei Arzneistoffen, die von der FDA zugelassen sind, Acetohydroxamsäure und Hydroxyharnstoff, sind starke Nebenwirkungen bekannt.